# Oclusiva alveolar sorda
La oclusiva alveolar sorda es un tipo de sonido consonántico usado en varios idiomas orales. El símbolo en el Alfabeto Fonético Internacional que representa las oclusivas dental, alveolar, y postalveolar sordas es t, y el símbolo X-SAMPA equivalente es t.

## Características
Características de la oclusiva alveolar sorda:
- Su modo de articulación es oclusiva, lo que significa que es producida obstruyendo el aire en el tracto vocal.
- Su punto de articulación es alveolar, que significa que es articulada con la punta o la parte plana de la lengua contra los alveolos dentarios, entonces puede ser apical o laminar.
- Su tipo de fonación es sorda, que significa que es producida sin vibración de las cuerdas vocales.
- Es una consonante oral, lo que significa que el aire escapa por la boca.
- Es una consonante central, que significa que es producida permitiendo al aire fluir por la mitad de la lengua, en vez de los lados.
- La iniciación es egresiva pulmónica, que significa que es articulada empujando el aire de los pulmones y a través del tracto vocal, en vez del glotis o la boca.

## Variantes
| IPA | Description      |
| --- | ---------------- |
| t   | t simple         |
| tʰ  | t aspirada       |
| tʲ  | t palatalizada   |
| tʷ  | t labializada    |
| tˁ  | t faringealizada |
| t̚   | t no soltada     |
| tʼ  | t eyectiva       |

## Ocurre en
- Alemán: Töchterchen [ˈtʰœçtɐçən], "hija más joven"
- Checo: toto [toto], "esto"
- Español: dental [d̪en̪'t̪al]
- Finlandés: parta [pɑrtɑ], "barba"
- Francés: tordu [tɔʀdy], "torcido"
- Español peruano: calato [kaˈla.to], "desnudo"
- Griego: τρία [ˈtriˌa], "tres"
- Húngaro: tutaj [tutɒj], "balsa"
- Japonés: 特別 (tokubetsu) [tokɯbetsɯ], "especial"
- Serbio: д(иј)ете [d(ij)ete], "niño"
- Armenio Քարտ [kʰɑɾt] "tarjeta"
- Sueco: tåg [ˈtʰoːg], "tren"
- Tailandés: ตา [taː], "ojo"
- Portugués brasileño muito ['mũj.tu] "mucho"